# Adolphe Charles de Cauvigny
Adolphe Charles de Cauvigny (Hérouville, 9 novembre 1801 – Parigi, 1889) è stato un generale francese.

## Biografia
Adolphe Charles de Cauvigny nacque il 9 novembre 1801 a Hérouville e, intrapresa la carriera militare, entrò all'École spéciale militaire de Saint-Cyr nel 1819, uscendone come tenente colonnello e venendo assegnato al 4º Reggimento Ussari.
Assieme al proprio reggimento prese parte alla campagna di Spagna nel secondo corpo spedizionario del 1823 e venne ferito nell'occasione alla mano destra da un colpo di sciabola durante la Battaglia di Guada Horuna del 25 luglio di quell'anno. Nell'ottobre del 1823, per questo fatto d'arme, ricevette la croce di cavaliere della Legion d'Onore.
Promosso luogotenente il 28 ottobre 1829, passò a capitano dal 31 dicembre 1834 e fu presente in Algeria dal 1845 al 1849. Il 22 settembre 1849 venne promosso capo di squadrone del 1º reggimento di corazzieri a cavallo e prese parte alla Prima guerra d'indipendenza italiana all'assedio di Roma tra l'ottobre 1849 e l'aprile 1850. Il suo stesso reggimento prese parte anche alla repressione della resistenza al colpo di Stato di Luigi Napoleone Bonaparte nel 1851 e lo stesso Cauvigny venne nominato ufficiale dell'Ordine della Legion d'Onore il 29 dicembre successivo.
Promosso Tenente Colonnello, il 10 aprile 1853 venne inviato in Crimea ove rimase sino al giugno del 1856. Promosso colonnello del 4º Reggimento Chasseurs algerines il 21 marzo 1855, nel 1856 divenne il primo colonnello del neonato reggimento degli Chasseurs à cheval della Guardia imperiale.
Egli condusse il proprio reggimento anche durante la Seconda guerra d'indipendenza italiana dal maggio all'agosto del 1859, combattendo valorosamente nella battaglia di Magenta e ricevendo una medaglia di riconoscimento anche da parte del governo piemontese.
Il 2 aprile 1862 venne promosso generale di brigata e lo stesso giorno chiese di potersi ritirare dall'esercito.
Morì a Parigi nel 1889.